# Podszubienice
Podszubienice – dzielnica Wielunia obejmująca ulice: Powstańców 1863 r., Sybiraków, Stadionu WOSiR, parku im. Mieczysława Kałuży i lasku miejskiego.
Nazwa ta pojawiła się w 1844 r. W latach 1863–1864 Rosjanie dokonywali egzekucji na uczestnikach powstania styczniowego.
Potocznie tereny te nosiły również nazwę "Hyclówka", gdyż mieszkał tam rakarz miejski, który wykonywał wyroki śmierci przez powieszenie na zlecenie władz zaborczych (dawniej hyclem czy rakarzem nazywano także kata).
W lasku miejskim, w miejscu egzekucji powstańców wzniesiono pomnik ku ich czci.